# سیارک ۱۱۲۳۲۸
سیارک ۱۱۲۳۲۸ (به انگلیسی: 112328 Klinkerfues، نامگذاری:2002MU4) صد و دوازده هزار و سیصد و بیست و هشتمین سیارک کشف شده‌است که در ۱۶ ژوئن ۲۰۰۲ کشف شد.